# Kultura kijowska

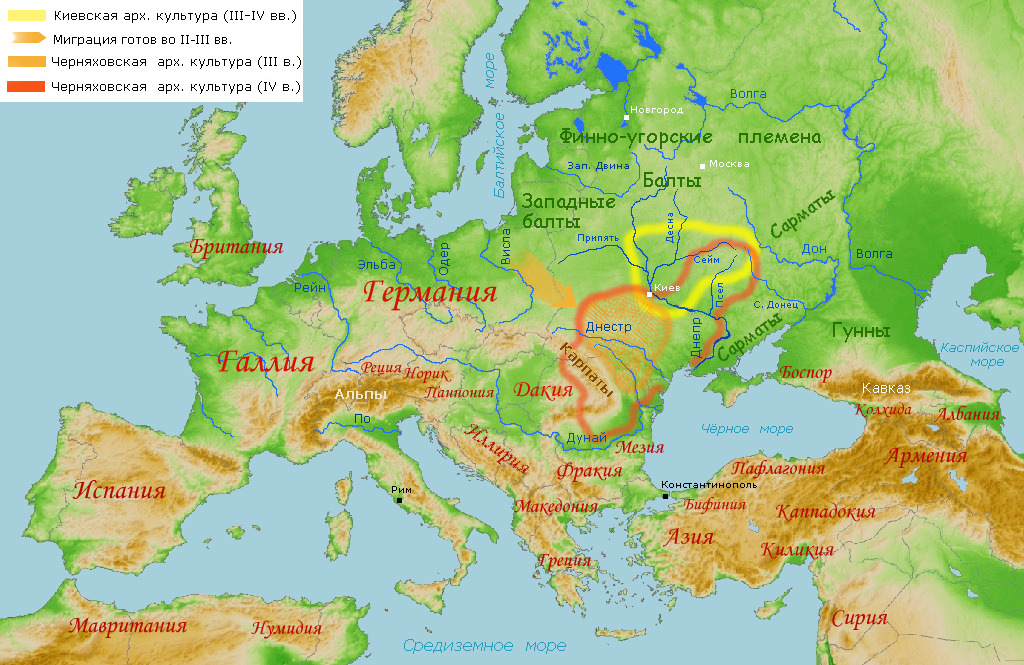
Zasięg kultury kijowskiej zaznaczony został na mapie kolorem żółtym

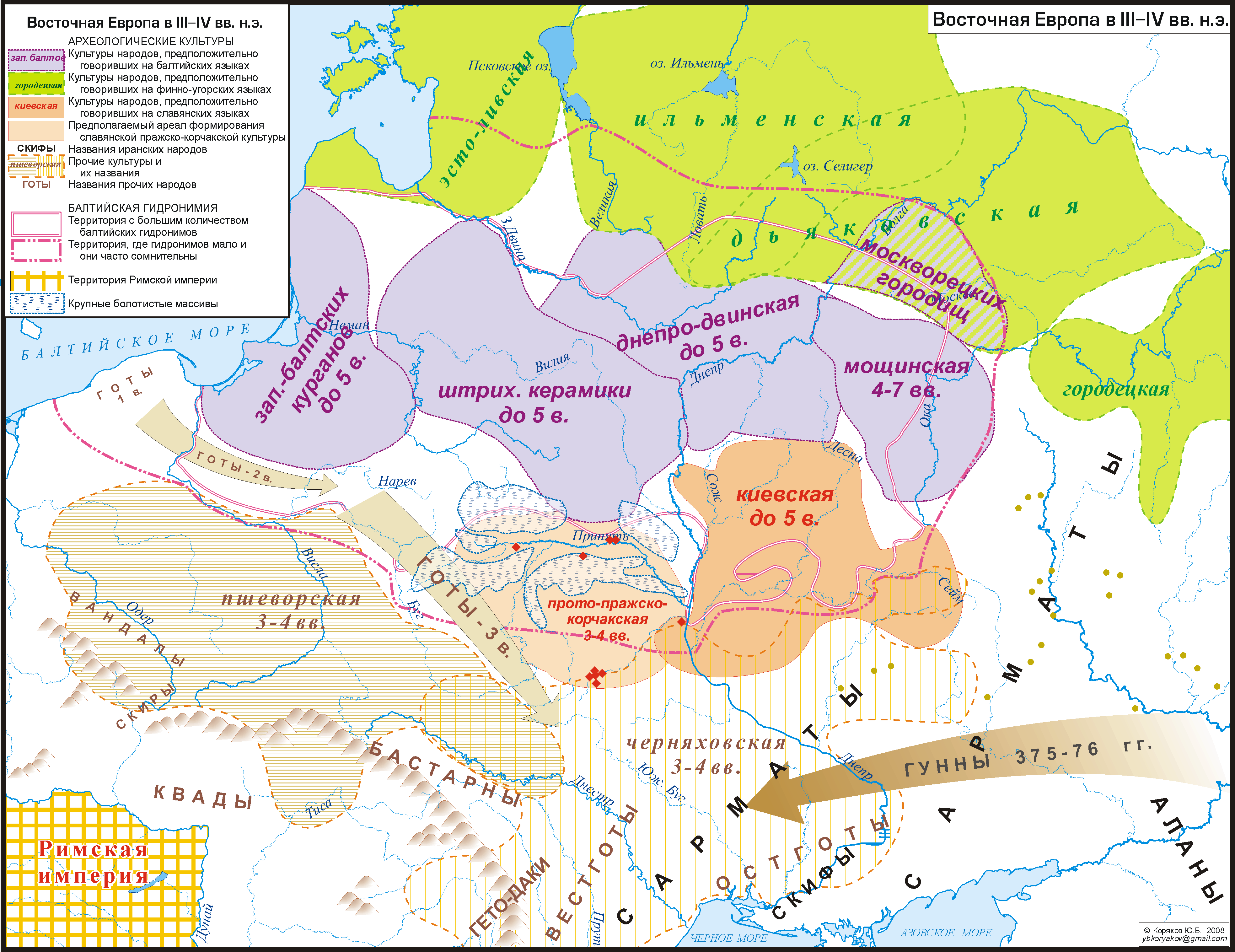
Europa wschodnia w III-IV wieku. Zasięg kultury kijowskiej zaznaczony został kolorem łososiowym

Kultura kijowska – kultura archeologiczna okresu wpływów rzymskich i okresu wielkich wędrówek ludów. Powszechnie identyfikowana z etnosem słowiańskim. Eponimem jest dla niej stolica Ukrainy – Kijów.

## Geneza
Kultura kijowska wykształciła się na przełomie III i IV wieku naszej ery, na obszarach położonych na północ od Kijowa. Powstała najprawdopodobniej na starszym podłożu kultury zarubinieckiej, co ma świadczyć o dłuższym okresie zasiedlenia przez Słowian ziem obejmowanych jej zasięgiem.

## Chronologia i zasięg występowania
Kulturę kijowską datuje się na okres od przełomu III i IV wieku naszej ery do pierwszej połowy V wieku, kiedy na jej podłożu zaczęły wykształcać się inne jednostki kulturowe, również związane z etnosem słowiańskim. Swoim zasięgiem obejmowała pogranicze obecnej Ukrainy i Białorusi oraz być może przyległe obszary w obecnej Rosji, gdzie jednak sprawa nie jest do końca rozstrzygnięta. Jej zasięg w dużej mierze pokrywa się z zasięgiem wcześniejszej jednostki kulturowej – kultury zarubinieckiej. W młodszych fazach kultury kijowskiej, daje się zauważyć ekspansję w kierunku północnym, ku dorzeczu Dźwiny oraz nad górny Don. W jej obrębie wyróżniono cztery grupy, których zasięg terytorialny jest ściśle związany z biegiem większych rzek, są to:
- grupa środkowodnieprzańska;
- grupa górnodnieprzańska
- grupa naddeśniańska
- grupa wschodniolewobrzeżna (nazwa w odniesieniu do Dniepru)

## Gospodarka
W gospodarce kultury kijowskiej podstawowymi zajęciami były uprawa ziemi i hodowla zwierząt. Najpopularniejszymi zbożami były proso i pszenica, a ponadto uprawiano również len, który potrzebny był do produkcji płótna. Hodowano głównie bydło, świnie i konie, przy czym te ostatnie były mniejszych rozmiarów niż obecnie. Poza tym zajmowano się również łowiectwem i zbieractwem. Istotną rolę odgrywała także produkcja wyrobów metalowych.

## Osadnictwo i budownictwo
Osady kultury kijowskiej były bardzo podobne do osad z poprzedzającej ją kultury zarubinieckiej. W przypadku niektórych z osiedli można powiedzieć o kontynuacji osadniczej. Rozwijały się one bowiem na tych samych miejscach, co osiedla „zarubinieckie”. Niektóre osady miały jednak większe rozmiary, co świadczy z kolei o stabilności osadniczej. W osadach można wyróżnić poszczególne zagrody. Obiekty mieszkalne odkrywane na stanowiskach kultury kijowskiej to w zdecydowanej większości ziemianki i półziemianki. Formę taką wybierano, ponieważ ówczesny klimat nie pozwalał na skuteczne ocieplenie budynków naziemnych. Jamy były izolowane warstwą gliny, co zabezpieczało przed wdzieraniem się wody do obiektów. Dwuspadowe dachy ustawiano na kilku słupach, między którymi przestrzeń wypełniano za pomocą plecionki. Znane są także obiekty tworzone w konstrukcji sumikowo-łątkowej oraz pozostałości obiektów interpretowanych jako zrębowe.

## Obrządek pogrzebowy
Obrządek pogrzebowy kultury kijowskiej miał charakter ciałopalny. Z obrębu tej jednostki taksonomicznej znamy jedynie dziewięć cmentarzysk. Jest to bardzo niewielka ilość w porównaniu do długości trwania oraz liczby osad. Te znane cmentarzyska lokowane są z reguły blisko osad, ale tuż przy zbiornikach wodnych lub rzekach. Najprawdopodobniej to właśnie zmiany poziomu wód przyczyniły się do zniszczenia cmentarzysk kultury kijowskiej. Groby na tych cmentarzyskach były położone dość daleko od siebie, w odległości dochodzącej do 200 metrów. Były skromnie wyposażone, zazwyczaj we fragmenty potłuczonych naczyń, prawdopodobnie tych, których używano w czasie ceremonii pogrzebowych. Przed pochowaniem szczątków, ciało najpierw palono na ustrynach, czyli stosach ciałopalnych, których ślady odkrywane są przez archeologów. Wraz ze szczątkami ludzkimi znajdowano nieraz spalone kości zwierzęce, co świadczy o tym, że zwierzęta te układano na stosie wraz z ciałem zmarłego. Zdarzały się również niespalone kości zwierząt, będące najprawdopodobniej pozostałościami ze stypy. 

## Inwentarz
Ceramika kultury kijowskiej charakteryzuje się prostymi formami, nawiązującymi do inwentarza kultury zarubinieckiej. Naczynia mają zazwyczaj łagodny załom brzuśca, lekko rozchylony wylew i są pozbawione ornamentów. Innowacją są za to naczynia wykonane na kole garncarskim. Był to więc okres, w którym pojawiła się warsztatowa produkcja naczyń. Wśród wyrobów toczonych na kole, występują naczynia bardzo zbliżone do naczyń kultury czerniachowskiej, które mogą być po prostu importami. Znane są również naczynia wpierw ulepione ręcznie, a dopiero później obtaczane na kole garncarskim.
Na dość wysokim poziomie stała metalurgia. Poświadczony jest wytop żelaza z rud darniowych. Metal wytapiano w dymarkach, czyli piecach przypominających komin, o wysokości jednego do dwóch metrów. Nie jest jednak dobrze poznana broń ludności kultury kijowskiej, co spowodowane jest faktem, że nie wkładano jej wraz ze szczątkami zmarłych do grobów. Na stanowiskach występują również wyroby z innych materiałów, takie jak kościane grzebienie, bądź kamienne żarna.

## Zanik
W odróżnieniu od sąsiadującej z nią jednostki kulturowej – kultury czerniachowskiej – osadnictwo „kijowskie” ostało się w czasie pojawienia się w Europie wschodniej Hunów, czyli około 375 roku naszej ery. Przyczyną tego było najprawdopodobniej inne środowisko przyrodnicze. Mianowicie ludność kultury kijowskiej żyła w strefie gęsto zalesionej, czyli w środowisku nie pozwalającym na ekspansję przyzwyczajonych do otwartych przestrzeni Hunów. Kultura kijowska w V wieku przekształciła się w następne, związane ze Słowianami, kultury archeologiczne, które rozprzestrzeniły się na znacznie większym obszarze. Były to: kultura pieńkowska, kultura praska, kultura kołoczyńska, kultura moszczyńska i kultura Bancerowszczyna-Tuszemla.